# Lounuat

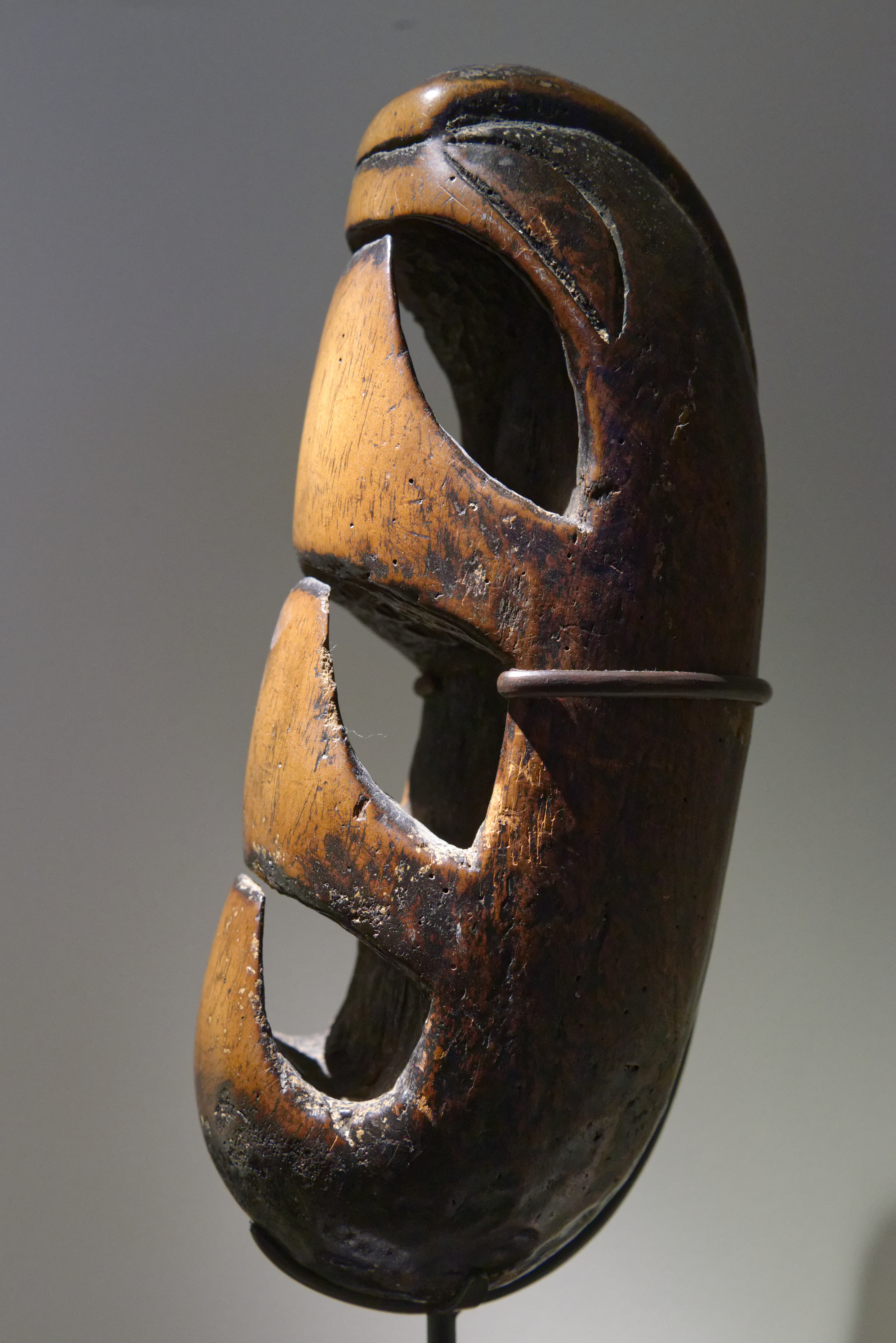
Lounuat aus Neuirland, 19. Jahrhundert. Gegenüber der Spielposition verkehrt herum montiert.

Lounuat, auch lunut, lounut, lounot, loanuat, lounuet, ferner livika und kulepa ganez, kulepaganeg, ist ein einzigartiges Reibholz (englisch friction block) oder Reibidiophon, das nur in der Malanggan-Kulturregion auf der zu Papua-Neuguinea gehörenden Insel Neuirland vorkommt. Drei aus einem Holzblock geschnitzte Zungen erzeugen beim Überstreichen mit der Hand unterschiedlich hoch tönende Klänge. Früher wurde der mit einem strengen Tabu belegte Klangerzeuger bei magisch-religiösen Zeremonien verwendet. Das im Verborgenen aufbewahrte und unsichtbar gespielte Reibholz gehörte mit seinen als Geisterstimme oder Vogelruf erlebten durchdringenden Tonfolgen hauptsächlich zum Totenbeklagungsritual für einen verstorbenen bedeutenden Mann.

## Verbreitung
Die in Melanesien gelegene Insel Neuirland erstreckt sich in einem schmalen Streifen über 350 Kilometer lang von Nordwesten nach Südosten zwischen dem 2. und 5. Breitengrad. Auch wenn Neuirland nur wenig südlich des Äquators liegt, kann es durch den Südostpassat regional zu längeren Trockenperioden kommen, die bei den wasserdurchlässigen kalkhaltigen Böden für die Landwirtschaft manchmal zum Problem wurden. Dagegen versuchte die Bevölkerung mit Regenmacherzeremonien anzugehen, für die entsprechende hölzerne Figuren gebraucht wurden. Die Mehrzahl der in der Ethnologie und Kunstwelt unter dem Begriff Malanggan berühmten Kultfiguren und anderen Schnitzwerke hatten jedoch eine rituelle Bedeutung für die aufwendigen Totenfeiern der einzelnen Verwandtschaftsgruppen. Malanggan umfasst als Oberbegriff die traditionellen Kunstschöpfungen (den Stil und die geschaffenen Objekte) und die mit ihnen verbundenen Kultpraktiken bestehend aus Ritualen und Festen, im Besonderen die Totenfeiern. Das lounuat ist ein kleiner Aspekt der äußerst vielfältigen Holzschnitzereien im Malanggan-Stil, zu denen stehende Figuren (totok), zwei bis fünf Meter hohe, aus einem Stamm gefertigte Bildsäulen, horizontale Friese, Reliefbretter, Tierfiguren und Tanzmasken gehören. Die Malanggan-Kultur ist auf den Norden von Neuirland bis zum 3. Breitengrad einschließlich der kleineren Inseln Lavongai, Dyaul und der Tabar-Inselgruppe beschränkt.
Von den Malanggan-Schnitzwerken unterscheiden Kunsthistoriker nach stilistischen Merkmalen die Uli-Figuren aus der nördlichen Mitte Neuirlands. Während sich der erste Hinweis auf die Malanggan-Kunst bereits auf einer Zeichnung im Reisebericht des niederländischen Seefahrers Abel Tasman aus dem Jahr 1643 findet, war der spezielle Typus der doppelgeschlechtlichen Uli-Figuren bis Anfang des 20. Jahrhunderts in der Literatur unbekannt. Im Jahr 1900 wurde in Kavieng im Norden Neuirlands, das damals Neumecklenburg hieß und zur Kolonie Deutsch-Neuguinea gehörte, eine deutsche Regierungsstation eingerichtet. Die in den Museen befindlichen Uli-Figuren wurden ab jener Zeit bis um 1930 gesammelt. Zu dieser Stilregion gehören neben den geschnitzten Figuren, die der Ahnenverehrung dienten, zwei bis drei Meter große, aus Bast geflochtene Scheiben („Sonnen-Malanggane“), ein kreisrunder Brustschmuck (kapkap) und ebenfalls das Reibholz lounuat. Mit den traditionellen „früheren“ Kultpraktiken ist die Zeit vor den kulturellen Umwälzungen gemeint, die mit der deutschen Kolonialherrschaft Ende des 19. Jahrhunderts begannen.
Augustin Krämer (1865–1941), der um die Jahrhundertwende in mehreren ausgedehnten Reisen die Südsee erforschte und 1925 ein Buch über Die Malanggane von Tombara veröffentlichte, hielt die Lelet-Bergregion in der nördlichen Mitte Neuirlands für das Heimatgebiet der lounuat. Sicher nachgewiesen wurde dies bislang nicht. Mit dem geographischen Namen „Tombara“ im Titel bezieht sich Krämer fälschlich auf die ansonsten damals Neumecklenburg genannte Insel, was vermutlich auf einer Verwechslung beruht, denn die Einheimischen gaben auf eine Frage der Europäer das Wort taubar an, das aber „Südostpassat“ bedeutet. Für das Reibholz nennt Krämer den Namen livika, abgeleitet von vika, das in der ozeanischen Sprache der Inselmitte „Vogel“ oder einen besonderen Vogel bedeutet. Die damaligen Forscher fanden, dass lounuat vor allem in wenigen Dörfern in den Lelet-Bergen hergestellt wurden, ferner im einige Kilometer nördlich im Malanggan-Gebiet gelegenen Dorf Hamba.

## Bauform

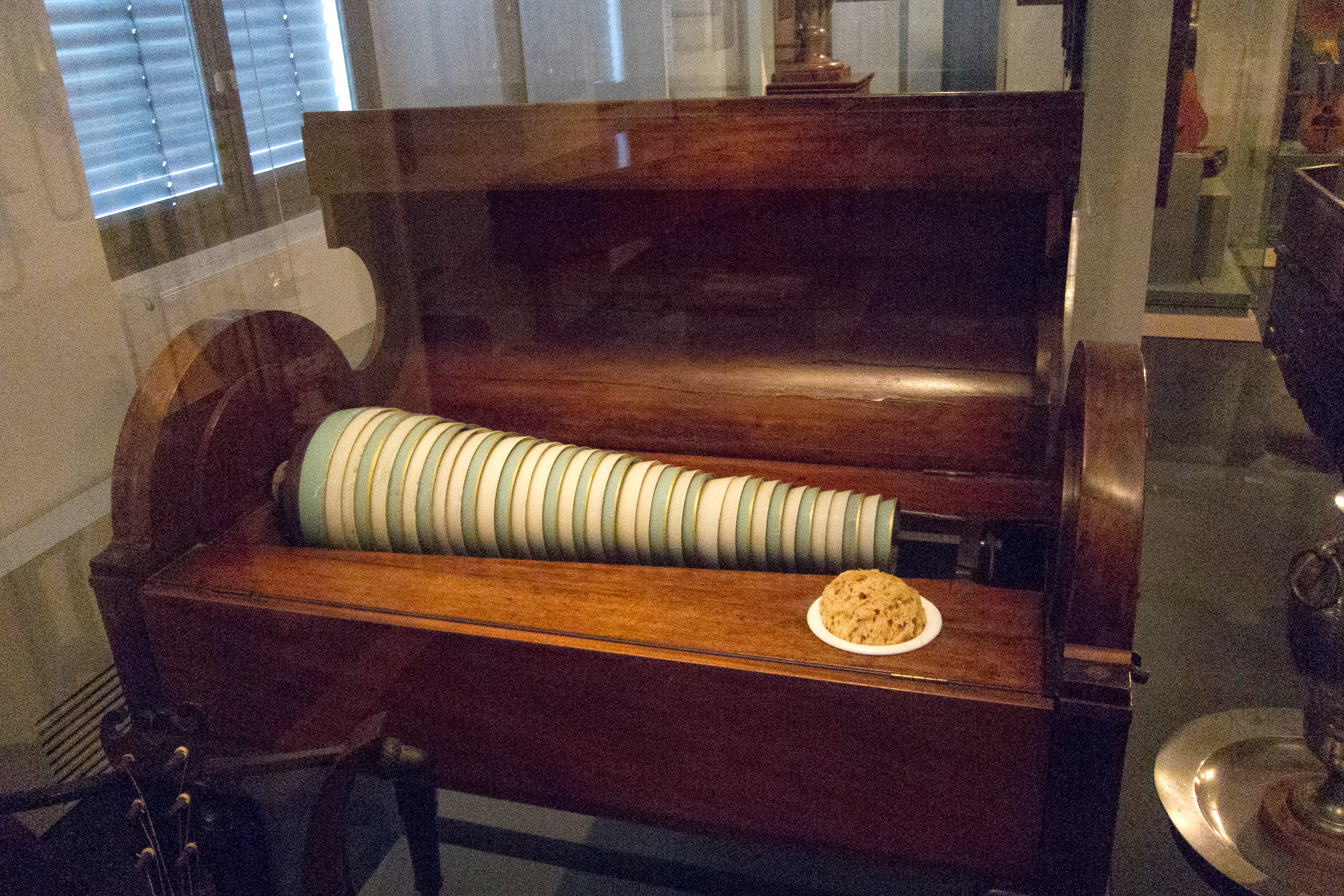
Reibidiophon Glasharmonika, deren rotierende Glaskörper mit feuchten Fingern gerieben werden.

Reibidiophone bilden eine seltene Gruppe innerhalb der Idiophone („Selbstklinger“), die nicht durch Anschlagen, sondern durch Streichen über die glatte Oberfläche mit der Hand oder einem Gegenstand in Schwingung versetzt werden. In Europa gehört hierzu die relativ junge Nagelgeige, ein Melodieinstrument, bei dem unterschiedlich lange Eisenstifte mit einem Violinbogen gestrichen werden. Einfacher ist das katalonische Volksmusikinstrument ossets, das aus mehreren, nach ihrer Größe sortierten und auf einer Schnur gereihten Vogelknochen besteht. Der Musiker hängt die Schnur um den Hals, strafft sie mit einer Hand am unteren Ende und streicht mit einem Ring in der anderen Hand an den Knochen entlang. Wird über eine glatte Oberfläche gestrichen, so kann – wie bei der Glasharfe oder der Glasharmonika – ein klarer hellen Ton entstehen.
Ist dagegen die Oberfläche des Klangkörpers mit Kerben oder Rillen versehen, so wird daraus ein Schrapinstrument, das beim Überstreichen mit einem festen Stab ein prasselndes Geräusch produziert. Schrapinstrumente wurden in einigen Kulturen bei religiösen Ritualen gebraucht, so etwa gekerbte menschliche Oberschenkelknochen, welche die Mixteken in der späten postklassischen Zeit vor Ankunft der Spanier Anfang des 16. Jahrhunderts bei Kulten verwendeten, bis sie von den christlichen Missionaren eingesammelt wurden.
Eine entsprechende Unterscheidung trifft die Hornbostel-Sachs-Systematik mit der Klassifizierung der Schrapinstrumente als „mittelbar geschlagene Idiophone“ (112.2) und der eigenen Gruppe der Reibidiophone (13). Das lounuat gehört in dieser Gruppe zu den Reibgefäßen (133), englisch friction vessels, und die mehrteilige Glasharfe gehört zu den Reibgefäßspielen (133.2). Selbständige traditionelle Reibgefäße sind ansonsten nur die früher in Zentral- und Südamerika bei Ritualen verwendeten Schildkrötenpanzer. Ein Teil des Panzers ist mit Harz oder Bienenwachs eingeschmiert und wenn der Spieler mit einem Finger oder einem Stab darüberstreicht, erzeugt er einen quietschenden Ton. Solche heute musealen Reibgefäße gab es bis zur Mitte des 20. Jahrhunderts etwa im brasilianischen Bundesstaat Amazonas (namentlich kjúumuhe, ujerica oder gu coro).
Die frühen Beschreibungen des lounuat sind teilweise fehlerhaft und unzuverlässig, manche wurden von späteren Autoren kritiklos übernommen. Franz Hernsheim (1845–1909), einer der frühesten Unternehmer im deutschen Südseehandel und deutscher Konsul auf Jaluit, schrieb in seinen 1883 veröffentlichten Südsee-Erinnerungen (1875–1880) über das lounuat:

„Es ist ein massives, rundes Stück Holz; die obere Fläche ist glatt polirt und von 3 Einschnitten durchzogen, die sich nach der Mitte des Holzes hin zu Höhlungen von verschiedener Grösse erweitern. Durch Reiben mit der feuchten Handfläche über die Einschnitte werden 3 verschiedene Töne hervorgebracht. Wir sahen solche Instrumente bis zu 2 Meter lang und von mehreren Fuss Durchmesser.“

Die Beschreibung ist zutreffend, die Größenangabe verwechselte Hernsheim offenbar mit der Schlitztrommel, denn ein so langes lounuat könnte nicht von einer Person bedient werden. Auf diese Verwechslung machte der Ethnologe Otto Finsch 1914 aufmerksam. Im Katalog der Sammlung des Naturhistorischen Museums Wien von 1893 beschreibt Finsch ein lounuat unter dem Namen kulegaganeg, das aus einem sanft gerundetem weichem Holz von 40 Zentimetern Länge und 14 Zentimetern Breite besteht. Finsch gibt als typische Länge 35 bis 45 Zentimeter an, als kleinstes museales Instrument sah er ein 16 Zentimeter langes Exemplar.

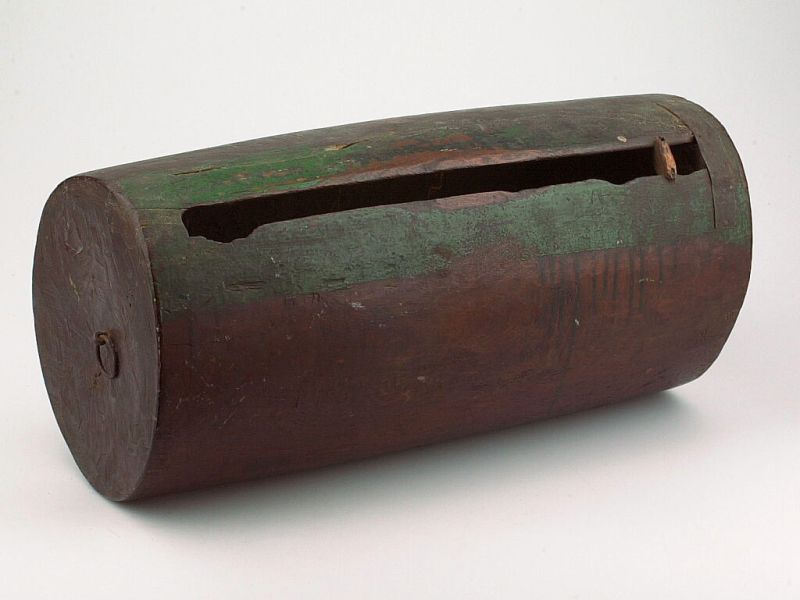
Einfache Schlitztrommel (tong-tong) aus Indonesien. Vor 1930

Aus Baumstämmen angefertigte Schlitztrommeln wie die in der Musik Neuguineas verwendete garamut sind in Melanesien weit verbreitet und bestehen aus mehrere Meter langen, an einer Seite geschlitzten und innen ausgehöhlten Baumstämmen. Auf Neuirland werden sie rituell von zwei Männern mit langen Stangen geschlagen. Ein von Paul Collaer (1974) erwähntes lounuat aus dem Königlichen Konservatorium Brüssel ist 50 Zentimeter lang, 16 Zentimeter breit und 21 Zentimeter hoch. Die drei Zungen werden nicht mit feuchten Händen gestrichen oder, wie Collaer angibt und Hans Oesch im Neuen Handbuch der Musikwissenschaft (1987) fälschlich übernimmt, mit Palmöl eingerieben, weil dies die Reibung und damit die Tonproduktion verhindern würde, sondern mit einer Harzmilch von geeigneten Bäumen wie dem Papayabaum oder dem Brotfruchtbaum. Diese Methode der Klangerzeugung ist richtig in einem Katalog des Metropolitan Museum of Art von 1914 dargestellt. Das dort unter dem Namen kulepa ganez gelistete Instrument ist 40 Zentimeter lang, 13 Zentimeter breit und 25 Zentimeter hoch. Ein Eintrag in The American History and Encyclopedia of Music (1910) vergleicht die Tonerzeugung des ebenfalls kulepa ganez genannten Holzes mit der Glasharmonika, erklärt aber fälschlich, es ließen sich vier Töne aus vier Holzteilen erzeugen. Dass das so beschriebene Instrument nur drei frei schwingende Holzsegmente besitzt und damit nur drei Töne produziert, zeigt die Abbildung in Curt Sachs Reallexikon von 1913, worin ebenfalls fälschlich von vier Tönen beim kulepa ganez die Rede ist. Das feste hintere Teil des lounuat gibt keinen Ton von sich. Noch einmal zusammengefasst finden sich die verwechselten Größenangaben im Musikinstrumentenlexikon von Sibyl Marcuse (1964), die unter dem Stichwort „Nunut“ einen Holzblock mit bis zu 2 Metern Länge und 60 Zentimetern Durchmesser mit „vier riesigen Zähnen“ anführt. Dessen ungeachtet werden in der Literatur einige lounuat mit tatsächlich vier oder fünf Holzzungen erwähnt. Dagegen sind keine Instrumente mit lediglich zwei Zungen bekannt, auch wenn Jaap Kunst (1931) das gelistete rubbing instrument so beschreibt. Auf der zu diesem Aufsatz gehörenden Abbildung ist ein typisches lounuat mit drei Zungen zu sehen.
Die instrumentenkundliche Klassifizierung ist ebenfalls in einigen Fällen falsch. Während sich bei der „Schlitztrommel“ die irreführende Zuordnung „-trommel“ allgemein durchgesetzt hat (obwohl es sich nicht um ein Membranophon handelt), führt die Bezeichnung „Reibtrommel“ (englisch friction drum) für das lounuat zu einem völlig anderen Instrumententyp. Ein analoger englischer Ausdruck zu slit gong (alternativ zu slit drum, „Schlitztrommel“) ist friction gong („Reibe-Gong“).
Augustin Krämer (1925) beschreibt das lounuat als „Schleiftrommel“ und interpretiert in die gesamte Form eine Vogelgestalt hinein: „Die Schnabelseite, daher Unterseite, hat drei Zungen, von denen die zwei mittleren als Beine, die letzte als eingezogener Schwanz gedeutet werden können.“ Die von der Seite ungefähr ovale oder eiförmige äußere Form mit ihren charakteristischen drei Einschnitten regte auch andere Autoren zu Interpretationen an. So erkennt Paul Collaer (1974) die Form eines Tieres: Schuppentier, Ameisenbär oder Vogel. Eine knappe und sachliche Beschreibung (abgesehen von der von Franz Hernsheim übernommenen falschen Maximallänge) gibt Hans Fischer (1958):

„Ein Holzblock von 20 cm bis 2 m Länge (Hernsheim 106), im Durchschnitt um 60 cm, wird mit drei Einschnitten so versehen, daß drei Reibflächen über beidseitig offene Höhlungen entstehen. ... Das Reibholz wird, bei hockender Stellung des Spielers, längs vor dem Körper auf den Boden gelegt, während man mit den Handflächen, die mit Harz eingerieben sind, über die Reibflächen fährt.“

Die wesentliche äußere Form, die mit sämtlichen Interpretationen nichts zu tun hat, fehlt hierbei.
Allen Namensherleitungen von Vögeln und entsprechenden Interpretationen zum Trotz ist eine Vogelgestalt schwerlich in dieser besonderen Form erkennbar, die kaum verändert werden kann, wenn der gewünschte Klang erzeugt werden soll. Manche Autoren wollten im Reibholz daher auch weitere Tiere wie eine Schildkröte oder ein auf dem Rücken liegendes Schwein mit einem Rüssel, zwei Beinpaaren und einem Schwanz erkennen.
Die Herstellung eines Reibholzes unterlag ähnlichen Regeln wie bei den Malanggan-Figuren und erfolgte im Verborgenen außerhalb des Dorfes, weshalb über den Herstellungsprozess und die verwendeten Werkzeuge keine Berichte vorliegen. Nach der äußeren Form werden die Höhlungen herausgeschnitzt und geglättet. Erst anschließend werden die Zungen durch einen Einschnitt freigelegt. Nun kann der erste akustische Test erfolgen. Die weitere Bearbeitung der Zungen dient dazu, den gewünschten Klang zu erzielen. Den Holzschnitzern selbst waren während der Herstellung bestimmte Verhaltensweisen und Speisevorschriften auferlegt. Schüler mussten anfangs eine festgelegte Zeit beobachten und danach genau die Arbeitsweise ihres Lehrmeisters nachahmen.

## Klangeigenschaften
Die Tonhöhen der drei Zungen waren wohl regional verschieden und nirgends absolut festgelegt. In der Literatur angegebene Stimmungen und Intervalle sind stets nur Näherungen; europäischen Dreiklängen lassen sie sich nicht zuordnen. Die Vokalmusik im Malanggan-Gebiet kennt keine Dreiklänge. Häufig ist das obere Intervall größer als das untere.
Ebenfalls einen Dreiklang produziert die Panflöte kiki, die Forscher im Dorf Losu (Noatsi-Sprachgebiet) fanden. Dieses Ritualinstrument diente beschnittenen Jungen in der Tagen ihrer Absonderung im Beschneidungshaus als Signalgeber. Einen möglichen Zusammenhang erkennt Gerald Florian Messner (1980), weil auch die Panflöte stets in der Tonfolge tief–mittel–hoch geblasen wurde.
Die Schwingungen werden bei Reibidiophonen wie bei Streichinstrumenten durch den Stick-Slip-Effekt erzeugt. Der Klang des Reibholzes ist durch unterschiedliche Arten des Reibens kaum beeinflussbar. Geringe Tonhöhenschwankungen können sich ergeben, wenn eine Zunge genau in der Mitte oder etwas seitlich gerieben wird. Unmittelbar nach dem Darüberstreichen ist er bei mittleren und großen Instrumenten sehr laut und scharf und besteht fast ausschließlich aus dem Grundton. Mittlere Instrumente wurden als „melodisch“ oder „glashell“ klingend beschrieben, große als „melodisch“ oder „eigenartig, unheimlich düster klingend“. Kleine Reibhölzer (12–20 Zentimeter lang) produzieren einen quietschenden schreiähnlichen Klang, der um Reibgeräusche angereichert ist. Der Grundton ist von unharmonischen Tönen überlagert, dennoch ist auch bei kleinen Instrumenten eine bestimmte Tonhöhe wahrnehmbar. Der Gesamtklang einer Gruppe von Reibholzspielern war vom Einsatz von Instrumenten aller drei Größen und den unterschiedlichen Frequenzen und Intervallen der einzelnen Instrumente geprägt.
Als Gerald Florian Messner Ende der 1970er Jahre auf Neuirland Feldforschung betrieb, wurden noch vereinzelt lounuat hergestellt, jedoch nicht sachgerecht ausgeführt, sodass sie nicht mehr gespielt werden konnten. Bei Frequenzmessungen im Labor brachten die Zungen gerieben und angeschlagen nahezu dieselben Tonhöhen hervor. Außer dem Grundton waren dies die ersten Obertöne.

## Namen
Für das Reibholz von Neuirland wurden ab Ende des 19. Jahrhunderts zahlreiche lokale Namen gesammelt, die Siegfried Wolf (1958) und Gerald Florian Messner (1980) teilweise übersetzen konnten. Der Name launut wurde um die Wende zum 20. Jahrhundert im nördlichen Neuirland (im Kavieng-Distrikt) unter der Kara-Sprachgruppe notiert. Aussprachevarianten sind nunut im Norden, lunuat in Kandan an der zentralen Ostküste und leinuat dort im Dorf Lesu (nach Augustin Krämer, 1925), ferner lounuot, loanuat und lounut. Aus dem Norden der Insel ist nunut (Variante alaunut) überliefert. Vogelnamen sollen das Wort lauka („Taube“), das in der Mitte und im Norden von Neuirland vorkam, und lapka südlich von Lelet sein. Auf dem Lelet-Plateau war Krämer zufolge livika geläufig, das er von vika oder pika für „Vogel“ ableitet. Welcher Vogel gemeint war, konnten die Befragten nicht angeben. Krämer erkennt in der Relieffigur auf einem lounuat einen Nashornvogel, während Braunholtz (1927) den Klang des Instruments dem Schrei eines Edelpapageien für ähnlicher hält.
Im Nordosten heißt ein Reibholz mittlerer Größe (etwa 20 bis 40 Zentimeter lang) tapárpar, was auch einen seltenen braunen Vogel bezeichnet, der einen durchdringenden Schrei von sich gibt. Manu vezak ist ein von Ernst Walden (1940) aus Madina an der Ostküste im mittleren Norden der Insel überlieferter Name, der „weißer Vogel“ bedeuten soll, was jedoch zweifelhaft erscheint, weil die Übersetzung aus den lokalen Sprachen eher „stark kreischender Vogel“ ergibt. Außerdem passt die Farbe Weiß nicht zur Vorstellung eines dunklen Vogels oder Nachtvogels, der selten zu beobachten ist, entsprechend dem Geheimnis, das um das lounuat gemacht wird.
Im Notsi-sprachigen Dorf Lesu (an der Ostküste, 130 Kilometer südlich Kavieng) hörte Walden den Namen vutsíngkande für ein kleines Instrument, ohne eine Übersetzung anzugeben. Das Wortumfeld bedeutet „Vogelruf, Vogelgeschrei“ und bezieht sich nicht nur auf das lounuat. Der zusammengesetzte Ausdruck gulle bangengegg (mit Schreibvarianten) ist mehrfach von der Nordspitze Neuirlands überliefert und bedeutet „(um) dorthin (oder um) hinauf (in den Busch) zu gehen, (um zu) klagen (oder um zu) jammern“. Die zahlreichen beschreibenden Namen hängen vermutlich mit dem Tabu um das lounuat zusammen, dessen Klang mit den Stimmen der Ahnen assoziiert wurde, weshalb die nicht in den Kult Eingeweihten, um nicht den Namen des sakralen Gegenstandes aussprechen zu müssen, ehrfurchtsvolle Umschreibungen wie etwa „der Vogel singt“ wählten.
In der Gegend von Madina erhielt Messner (1980) Nalik-sprachige Namen für verschiedene Größen von Reibhölzern: karao (eine Eidechse, die nachts schreit) für sehr kleine Reibhölzer von 12–20 Zentimetern Länge; manibosas (ein bestimmter Nachtvogel) für mittelgroße, 25–35 Zentimeter lange Reibhölzer; und launut (ein Vogel) für große, 45–60 Zentimeter lange Reibhölzer. Bei gleicher Größeneinteilung wurden im Ort Paruai (Ostküste, Nordhälfte) die Namen kat'kat (kleiner brauner Frosch, der weit springen kann und eine laute Stimme besitzt) für kleine Reibhölzer; palasagáu (ein Vogel) für mittlere und launut (großer Vogel) für große Reibhölzer genannt. Weitere Namen für kleine Reibhölzer sind in der Kara-Sprache qatqat (kleiner Frosch), in der Sprache Mandara (Tabar) kulekuleng (kleiner nachtaktiver Vogel), in der Sprache Noatsi ngutsikande (kleiner lauter Vogel); für mittlere Reibhölzer in Mandara kinato (kleiner nachtaktiver Vogel); für große Instrumente in Noatsi miluk (großer nachtaktiver Vogel) und in Mandara ma („Vogel“).

## Ursprungslegenden

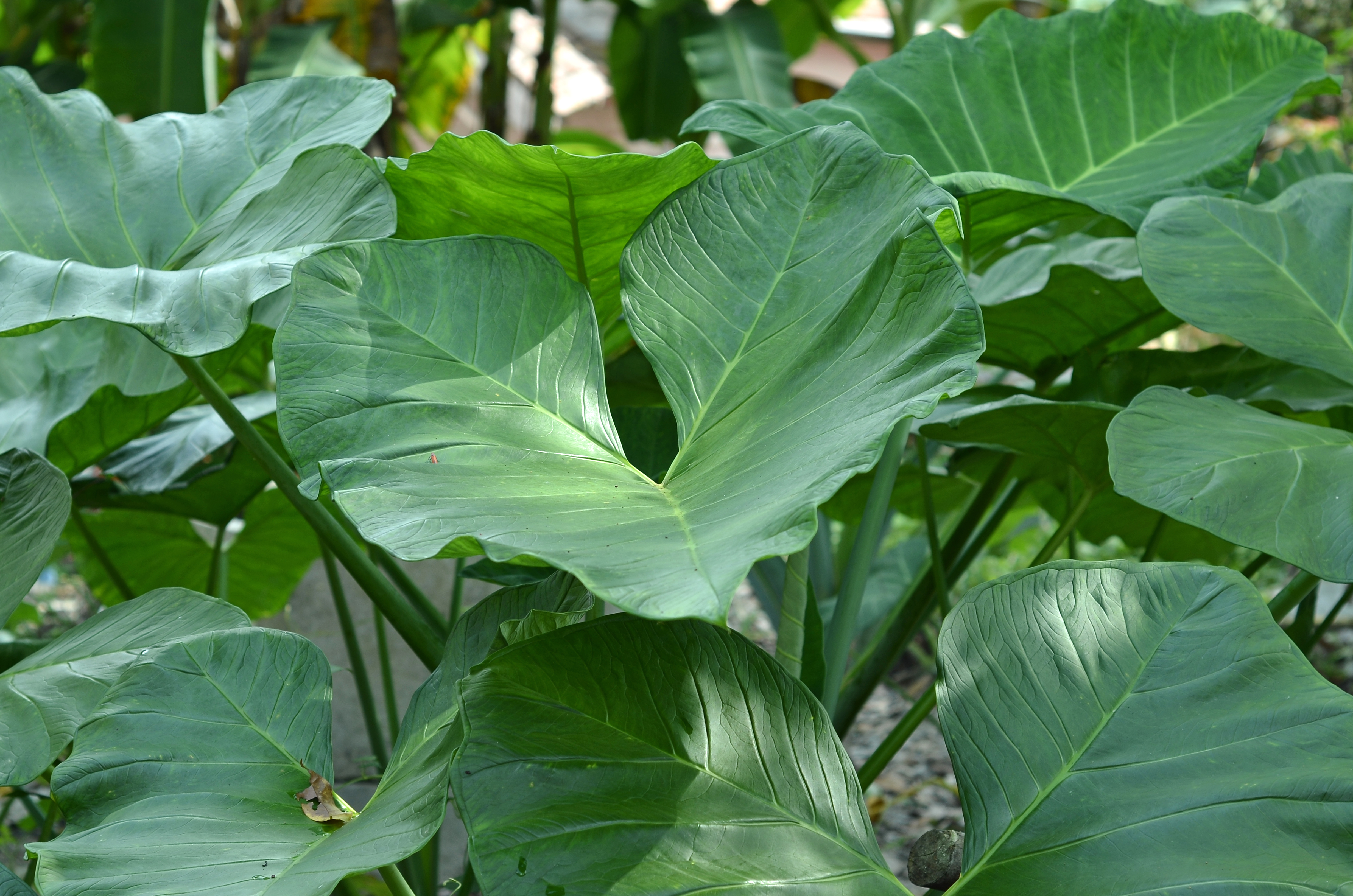
Taroblätter

Wegen der Geheimhaltungsvorschriften wurden Ursprungslegenden um das lounuat in der Zeit der aktiven Kultpraktiken Außenstehenden nicht erzählt, sodass Forscher bis Mitte des 20. Jahrhunderts annahmen, es gäbe keine solchen Legenden. Gerald Florian Messner notierte 1977 in Paruai eine Legende, die von der Entdeckung des Reibholzes handelt: Vor langer Zeit waren die Frauen wie üblich draußen am Rand der Lagune, um am Riff Muscheln zu sammeln. Eine der Frauen bemerkte ein ungewöhnliches Holzstück, das augenscheinlich von den Wellen des offenen Meeres auf einen aus dem Wasser ragenden Felsen des Riffs geworfen worden war. Wenn Ausläufer der Wellen das Holz umspülten und leicht bewegten, gab es einen merkwürdigen Laut von sich, der die Frauen in Erstaunen versetzte. Eine der Frauen nahm das Holzstück mit und zeigte es den Männern. Von nun an bewahrten es die Männer bei sich auf, kopierten es und verbargen alle geschnitzten Kopien sorgfältig vor den Frauen und allen Uneingeweihten.
Auch in einer zweiten Legende, die Messner 1978 erfuhr, wird das Reibholz von den Wellen an Land geworfen und von einer Frau gefunden: Als eine Frau zur Vorbereitung des Abendessens Taroblätter gezupft hatte, nahm sie die übrig gebliebenen Stängel, um den Abfall in einem Korb an den Strand zu tragen und ins Meer zu werfen. Als die Frau auf einer  kleinen Klippe am Meer angekommen war, unterhalb der die Meeresbrandung in einer ausgespülten Höhle rauschte, vernahm sie einen ungewöhnlichen Klang, der sie erschreckte. Sie rannte schnell nach Hause und informierte ihren Mann. Neugierig geworden gingen sie beide zurück zu der Klippe, wo wieder dieser Klang zu hören war. Der Mann war mutig genug, um zur Höhle hinabzusteigen, wo er den klangerzeugenden hölzernen Gegenstand fand und nach oben brachte. Er versteckte das Holz in seinem Haus (auf einem Wandbrett im Küchenhaus), damit es von niemand, vor allem nicht von Frauen, gesehen werden konnte. Das Ehepaar bat die Gemeinschaft, ein Fest vorzubereiten, um die Auffindung des Reibholzes zu feiern. Dazu wurde Taro geerntet, Schweine wurden geschlachtet und alles zubereitet. Am Höhepunkt des Festes gingen der Mann und seine Frau und begannen das auf dem Wandbrett befindliche Holz zu reiben, sodass es zu sprechen begann und die Leute glücklich waren. Erst später entstand das Tabu für Frauen und Kinder.
Nach dem Fest beauftragte das Ehepaar Verwandte der Frau, das Holzstück (genannt „Vogel“) in einer Höhle in den Hügeln oberhalb des Dorfes zu verstecken. Dort stellte man mehrere solcher „Vögel“ her, für die wiederum ein Fest veranstaltet wurde. Für dieses Fest wurde mit Blätterwänden ein blickdichtes Haus auf dem Festplatz gebaut. Beim Fest wurden 20 bis 30 im Haus verborgene Reibhölzer zum Klingen gebracht, während eine Gruppe von Männern auf dem Boden und eine andere Gruppe auf einem Baum tanzte. Bei diesem Malanggan-Fest hatten alle Männer aus Holz geschnitzte Vogelköpfe, genauer Vogelschnäbel in ihrem Mund. Beim Ertönen der Reibhölzer bewegten sich die Männer im Baum derart, das dieser in eine kreisförmige Schwingung geriet. Bei diesem Fest kaufte ein anderer Clan die Reibhölzer und brachte sie in eine Höhle, wo weitere solche Hölzer angefertigt wurden, für die es wiederum ein Fest gab, bei dem ein weiterer Clan diese erwarb und in ein anderes Gebiet brachte.
Durch die Ursprungslegenden bestätigt sich die Vermutung, dass das – aus dem Meer gekommene und bereits fertige – Reibholz in früherer Zeit in den Malanggan-Kult aufgenommen wurde, wobei sein Klang als Stimme eines Geistervogels gedeutet wurde, um den Erfordernissen des Kultes zu entsprechen. Gemäß der zweiten Legende wurde das Reibholz vom Mitglied eines im Landesinnern, also im zentralen Bergland, lebenden Clans gefunden, was die Herkunftsvermutung Augustin Krämers zu bestätigen scheint. Auf die für den Malanggan-Kult fremde Herkunft verweist auch die unterschiedliche figürliche Ausgestaltung. Vogeldarstellungen an Malanggan-Schnitzereien erscheinen stets naturalistisch, während bei Reibhölzern abstrahierte oder nicht eindeutig zuordenbare Reliefs vorkommen und etwa mögliche Vogelköpfe an der Stelle des Schnabels unpassende Zähne aufweisen.
In der Legende heißt es auch, dass das Reibholz über den Clan der Frau weitergegeben („weiterverkauft“) wurde. Dies passt zu einer Aussage, die Philipp Lewis 1975 wiedergibt. Demnach wurde das Recht, ein Reibholz herzustellen, über die mütterliche Linie an einen männlichen Nachkommen vererbt.

## Spielweise

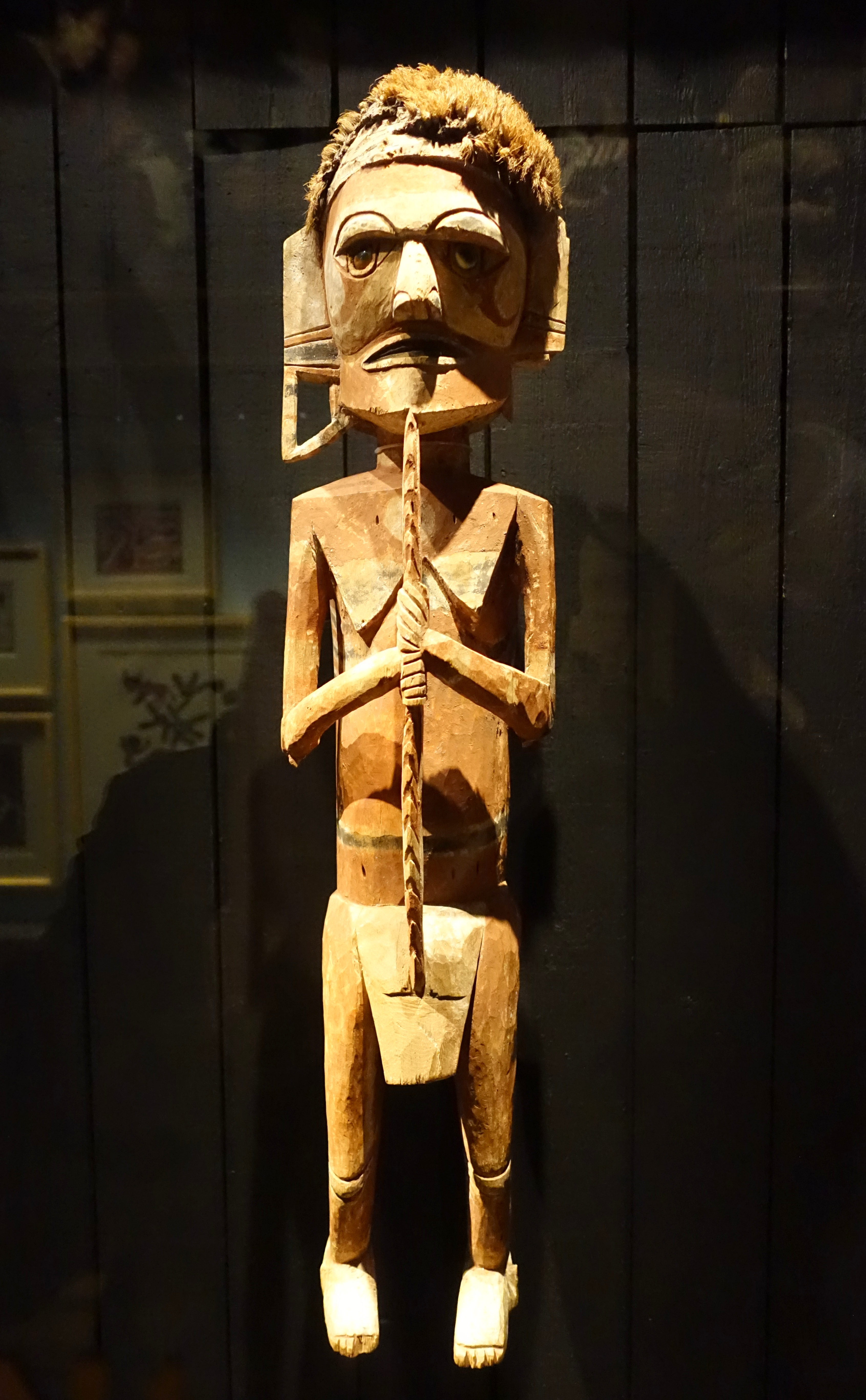
Stehende Malanggan-Figur (totok) aus dem nördlichen Neuirland im Ethnografischen Museum Stockholm, erworben 1915. Eine ähnliche Figur hält ein mittelgroßes lounuat zwischen den Knien.

Zur Verwendung des lounuat schreibt Otto Finsch (1914): „Die Instrumentierung ist die denkbar einfachste und beschränkt sich auf ein sanftes Streichen oder Reiben der Oberfläche mit der angefeuchteten Hand, wodurch nur drei quietschende, nicht sehr laute Töne entstehen. Sie gelten aber als ‚Geisterstimmen‘, wie diese Instrumente als tabu im Männerhaus aufbewahrt werden“. Tatsächlich ist die Spielweise nicht ganz so einfach. Üblicherweise sitzt der Spieler am Boden mit dem lounuat längs zwischen seinen gestreckten Beinen. Der manchmal mit einem figürlichen Muster verzierte Kopfteil des Instruments und die Enden der Zungen ragen vom Körper weg nach außen, sodass der Spieler, wenn er mit einer ausgestreckten Hand am Kopfteil beginnend zu sich her streicht, zuerst die Zungenspitzen berührt. Die am weitesten entfernte Zunge produziert den tiefsten Ton. Somit ergibt sich stets die Tonfolge tief–mittel–hoch. Der Spieler streicht abwechselnd mit beiden, zuvor mit Harzmilch eingeriebenen Händen mit sanftem Druck über die Zungen. Die Reihenfolge der Töne darf nicht verändert werden, auch wenn der Spieler gelegentlich nur über zwei Zungen streicht.
Über eine andere Spielposition wurde bis zur Mitte des 20. Jahrhunderts mit einer Ausnahme nicht berichtet. Hermann Justus Braunholtz (1927) bildet eine stehende Malanggan-Figur ab, die zwischen den Knien ein lounuat hält. Diese Spielposition ließ sich Gerald Florian Messner 1978 von einem Einheimischen vorführen. Ein großes Reibholz stand dabei mit dem Kopf auf dem Boden und war gegen die Oberschenkel des Spielers gelehnt, der mit beiden Händen von unten nach oben über die Zungen strich. Ein kleineres Reibholz hielt er mit dem Kopfteil etwa 20 Zentimeter über dem Boden und wie bei der Malanggan-Figur zwischen die Knie gepresst. Offenbar wurden früher beide Spielpositionen angewandt, möglicherweise gemäß der räumlichen Situation oder kultischen Vorschriften. Sehr kleine Instrumente konnten in einer Hand gehalten und mit der anderen gestrichen werden.
Wegen der Geheimhaltungsvorschriften wurden Reibhölzer früher nur bei besonderen Anlässen eingesetzt und nicht wie die Schlitztrommel garamut für allgemeine Ankündigungen wie der Bekanntgabe eines Todesfalles oder die Einladung zu einem Fest. Je nach kultischer Verwendung mussten streng geregelte Tonfolgen produziert werden. Es gab wie für die Schlitztrommel ein Repertoire an Stücken für bestimmte kultische Abläufe. Die Tonfolgen bzw. rhythmischen Strukturen entsprachen für eingeweihte Zuhörer einem inhaltlichen Programm. Mit dem Reibholz in den 1970er Jahren übermittelte Inhalte waren etwa dergestalt: 1) Ein Mann steigt schnell einen Berg hinauf und atmet schwer. 2) Er bricht einen Zweig von einem bestimmten Baum. 3) Zwei Vögel singen abwechselnd einander zu. Die drei genannten Stücke unterscheiden sich in der rhythmischen Struktur und dem gelegentlichen Reiben von nur zwei der drei Zungen. Beim früheren Zusammenspiel mehrerer (mutmaßlich 10 bis 30) unterschiedlich gestimmter Instrumente ergab sich ein sehr lauter durchdringender Gesamtklang, der bei den stets nachts stattfindenden Totenbeklagungsritualen Angst einflößte und einschüchternd wirkte. Als weitere Klangerzeuger wurden zur Verstärkung dieses Effekts Schwirrhölzer und Bandzungen (pekau) eingesetzt.

## Kulturelle Bedeutung
Wie in der erwähnten Ursprungslegende angedeutet, musste für den Einsatz des Reibholzes immer etwas bezahlt werden. Auch Schüler berichteten, dass sie für das Üben mit dem Reibholz mit Muschelgeld bezahlten. Die Lehrzeit wurde mit einem Weiheritual namens malanggan-lounuat beendet. Bei einem solchen Fest wurden die Schüler zu professionellen Reibholzspielern, also zu Amtsträgern ernannt. Der Ablauf eines solchen Festes geht aus den historischen Berichten nicht hervor. Professionelle Spieler wurden für ihre Tätigkeit entlohnt.
Die hauptsächliche Funktion erfüllte das Reibholz bei den Totenbeklagungsritualen. Die hierbei in zweiter Linie außerdem eingesetzten, weit verbreiteten Schwirrhölzer (Wirbelaerophone) sind mit den Reibhölzern kulturell als typische „Geisterstimmeninstrumente“ verbunden. Beide Klangerzeuger unterlagen ähnlich strengen Tabuvorschriften, ebenso standen Bandzungen mit Totenkulten in Verbindung. Schwirrhölzer durften wie Reibhölzer von Uneingeweihten (Frauen) nicht gesehen werden, am Ende des nächtlichen Rituals wurden die Schwirrhölzer verbrannt. In einer Ursprungslegende Neuirlands und anderer melanesischer Inseln wurde das Schwirrholz zufällig von zwei Frauen erfunden, als beim Holzspalten ein Span durch die Luft flog und ein sirrendes Geräusch erzeugte. Die Frauen wollten dieses Geräusch nachmachen, banden einen Holzspan an einen Faden und schwenkten ihn im Kreis. Unglücklicherweise wurden sie von den Männern gesehen, die diese Erfindung für sich haben wollten und, damit es keine Zeugen gab, die Frauen erschlugen. Die Frauen glauben noch heute, so erzählte es zumindest ein Mann 1908–1909 der Ethnologin Elisabeth Krämer-Bannow, dass das Sirren der Schwirrhölzer im Busch das Heulen der Geister sei und blieben deshalb den Festessen der Männer fern, denn, wie der befragte Häuptling hinzufügte: „Die Frauen bekommen beim Fest zwei Schweine, wir essen alle die übrigen, wir belügen sie.“ Im Unterschied zum fertig vom Meer angespülten Reibholz mussten die Frauen das Schwirrholz selbst erfinden. In den Legenden und in der Ritualpraxis dienten Reibhölzer wie Schwirrhölzer mit bis zur Gewalttat reichenden Methoden dazu, die Dominanz der Männer in der Gesellschaft durchzusetzen. Die beiden frauenfeindlichen Ritualinstrumente waren wesentlich für die Durchführung der Geheimkulte und damit für den Bestand der gesellschaftlichen Ordnung.
Das mythische Motiv von Frauen, die geheime Musikinstrumente als erste finden, die ihnen Männer später rauben, während die Frauen ferngehalten oder sogar getötet werden, kommt außer bei Schwirrhölzern und dem lounuat auch bei Flöten vor. So berichtet Camilla Wedgwood (1934), dass auf der Insel Manam die stets paarweise (männlich und weiblich) eingesetzten heiligen Flöten von den Frauen hergestellt und gespielt wurden, bevor sie zu den Männern gelangten. Von den Nor-Papua der East Sepik Province in Neuguinea belegt Pater Joseph Schmidt (1933), dass das dortige männlich-weibliche Flötenpaar (brag) früher einer Frau gehörte, deren Bruder die Flöten heimlich stahl. Seitdem werden die Flöten für die Initiation der Jungen verwendet. Unter der Zwischenüberschrift „Warum der Geisterkult jetzt Männersache ist“ beschreibt Pater Andreas Gerstner (1952) eine Ursprungslegende im Gebiet Wewak-Boikin bei Wewak. Demnach bliesen die Frauen heimlich an der Küste die Geisterflöte bei magischen Tänzen. Als die Männer dies herausfanden, töteten sie alle tanzenden Frauen bis auf zwei, die ihnen das Geheimnis des Geisterkults verrieten, bevor auch diese Frauen getötet wurden. Seitdem ist der Geisterkult das Geheimnis der Männer.

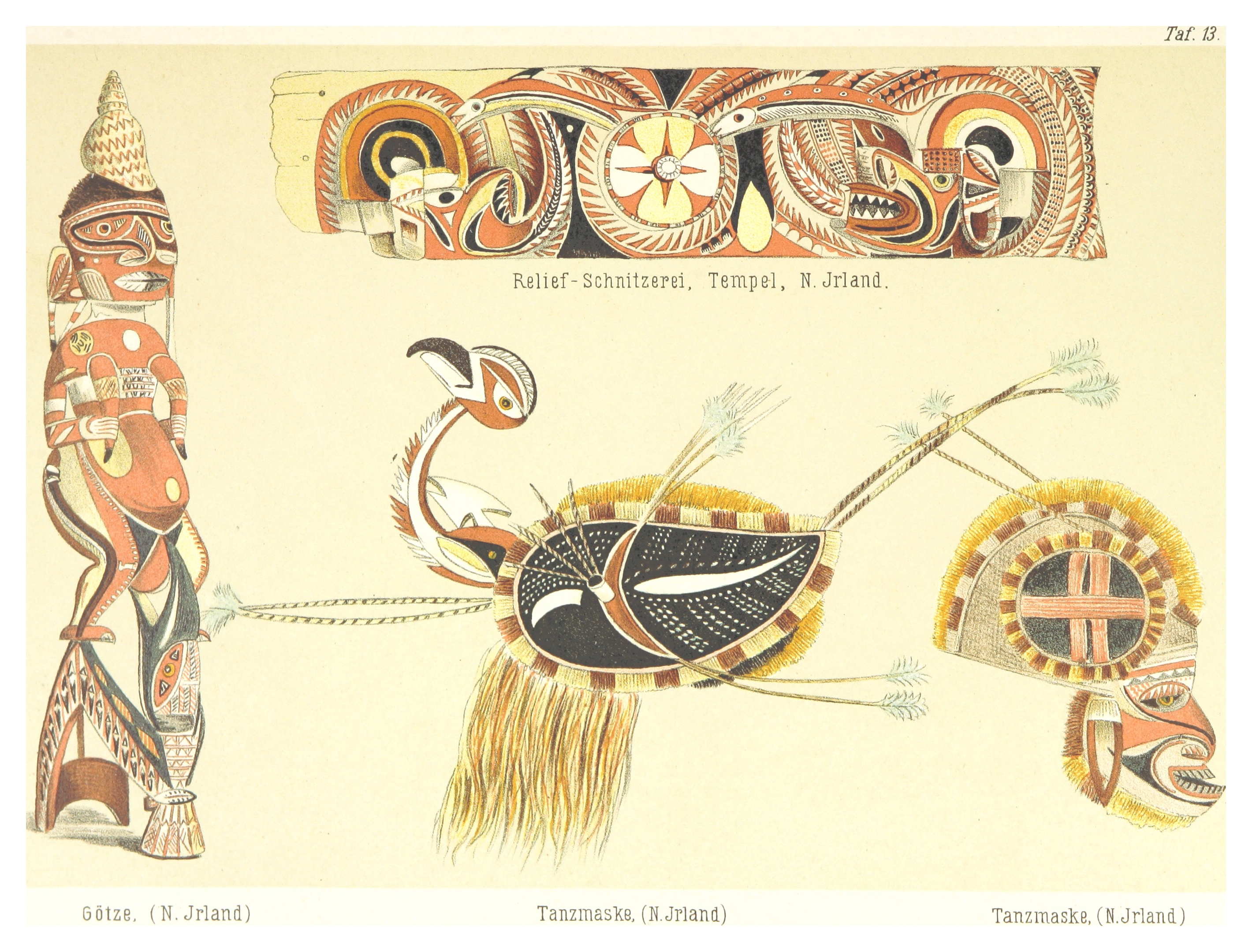
Illustration in Franz Hernsheim, Südsee-Erinnerungen (1875–1880), 1883. Links eine stehende Malanggan-Figur, Mitte eine Tanzmaske in Vogelgestalt.

Der unsichtbare Einsatz der Reibhölzer im Busch kam nur für Totenfeiern bedeutender Männer in Frage. Die Spieler mussten sich von der übrigen Trauergemeinde absondern und durften keinesfalls gesehen werden. Nach einer Erzählung habe ein Mensch, der einen Reibholzspieler auf dem Weg in den Busch sah, sofort getötet (geopfert) und das Opfer dann rituell verspeist werden müssen. Ansonsten wird Kannibalismus meist nur von Anderen behauptet. Einheimische Informanten berichteten auch, dass die Reibholz-, Schwirrholz- und Bandzungenspieler im Wald ständig ihren Ort verändert hätten, damit es sich anhörte, als würden die Stimmen der Ahnen von überall herkommen.
Neben den Totenfeiern und dem Weihefest wurde noch ein weiteres Fest veranstaltet, bei dem junge erwachsene Männer die Reibehölzer zu Gesicht bekamen. Dazu wurden die Reibhölzer in einem eigens zuvor errichteten Haus versteckt und die jungen Männer, die sie (die „Vögel“) zum ersten Mal sehen wollten, mussten Eintritt (in das „Vogelhaus“) bezahlen. Dort lagen die Reibhölzer unter Taroblättern verborgen, die ein Wächter auf die Seite schob, wenn alle Männer versammelt waren. Bei diesem Fest mussten wie üblich viele Vorschriften eingehalten werden, Männer und Frauen sangen Lieder und es gab ein großes Essen.
Wie bedeutend die Bezahlung für alles im Zusammenhang mit dem Reibholz war, geht auch aus den Erzählungen über dessen Herstellung hervor. Wer aus guten Gründen für sich ein lounuat herstellen lassen wollte, musste unter Beachtung der erforderlichen Tabuvorschriften ein Holz im Wald besorgen, dieses zum Schnitzer bringen und eine Anzahlung in Form von Muschelgeld leisten. Die abschließende Bezahlung fand öffentlich im Rahmen eines Festes zur Übergabe statt. Hierfür wurde ebenfalls ein Haus errichtet, worin das Reibholz von Taroblättern bedeckt lag. Der Mann, der als „Hüter des Vogels“ in der Hütte das Reibholz bewachte, vollführte vor dem Auftraggeber in einer spielerischen Suche nach dem Reibholz eine rituelle Wiederholung der Ursprungslegende, bis er es unter den Blättern „zufällig fand“ und schließlich zum Erklingen brachte. Dann gab der Käufer seine Bezahlung ab. Wenn früher ein Mann starb, der im Besitz eines Reibholzes war, so musste dieses mit seiner Leiche verbrannt werden.
Reibholz und Schlitztrommel sind zwar beides hölzerne Idiophone, sie unterscheiden sich aber nicht nur in der anderen Spieltechnik, sondern auch im völlig anderen Klangergebnis (anhaltende klare Töne von bestimmter Höhe – Folge dumpfer Schläge ohne bestimmte Tonhöhe), durch ihr eigenes musikalisches Repertoire und in den voneinander unabhängigen Verwendungsbereichen. Die sakralen Reibhölzer wurden streng geheim gehalten, während die eher profanen Schlitztrommeln im Freien geschlagen wurden und von jedem Dorfmitglied gesehen werden durften.
Ein wesentlich einfacheres und nicht mit dem lounuat formverwandtes Reibidiophon, das jedoch eine ähnliche kultische Bedeutung besaß, ist ein auf den zu Vanuatu gehörenden Torres-Inseln tamraga und auf den dortigen Banks-Inseln werewere genannter Palmblattstiel. Wird dieser auf einer Steinplatte gerieben, so entsteht ein quietschender Ton. Das im Verborgenen aufbewahrte temraga wurde in der Ursprungslegende vom Weltenschöpfer eingeführt (temraga bedeutet „alter Mann“) und kam bei Initiationen und Begräbniszeremonien zum Einsatz.